# 西伊豆町
西伊豆町（日语：／ Nishiizu chō */?）為位于靜岡縣伊豆半島西岸的町。

## 圖片

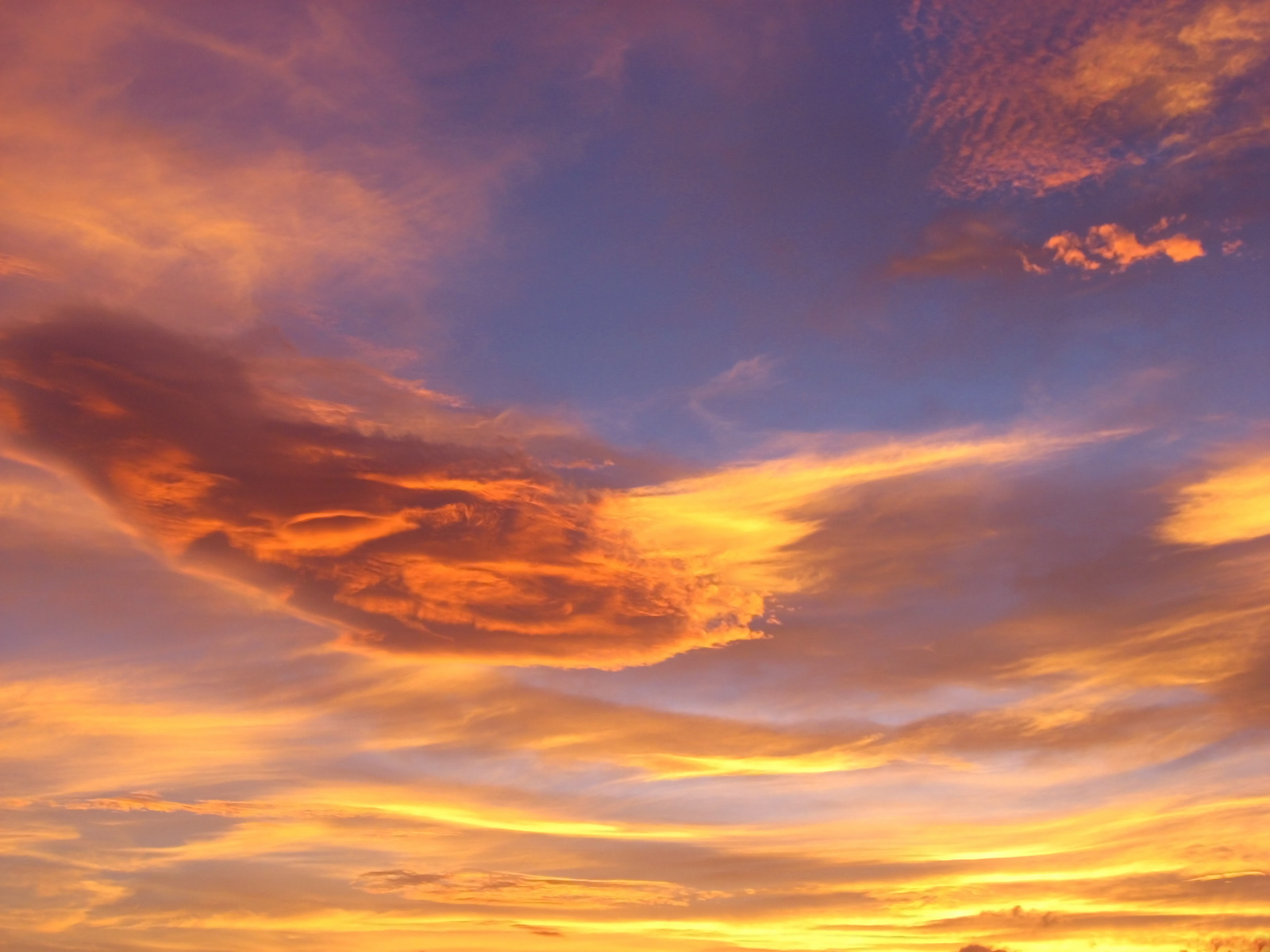
西伊豆霞
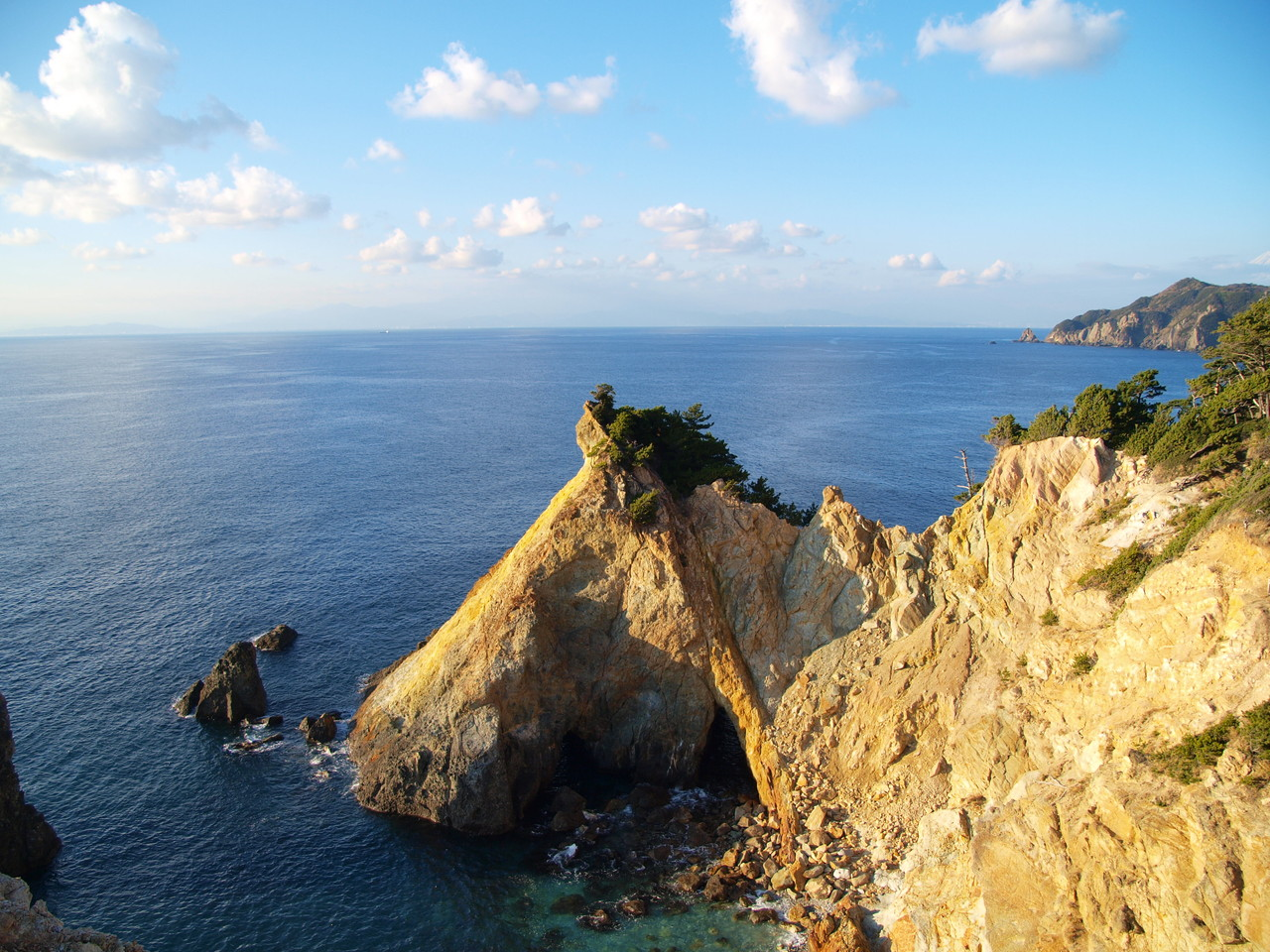
黃金崎
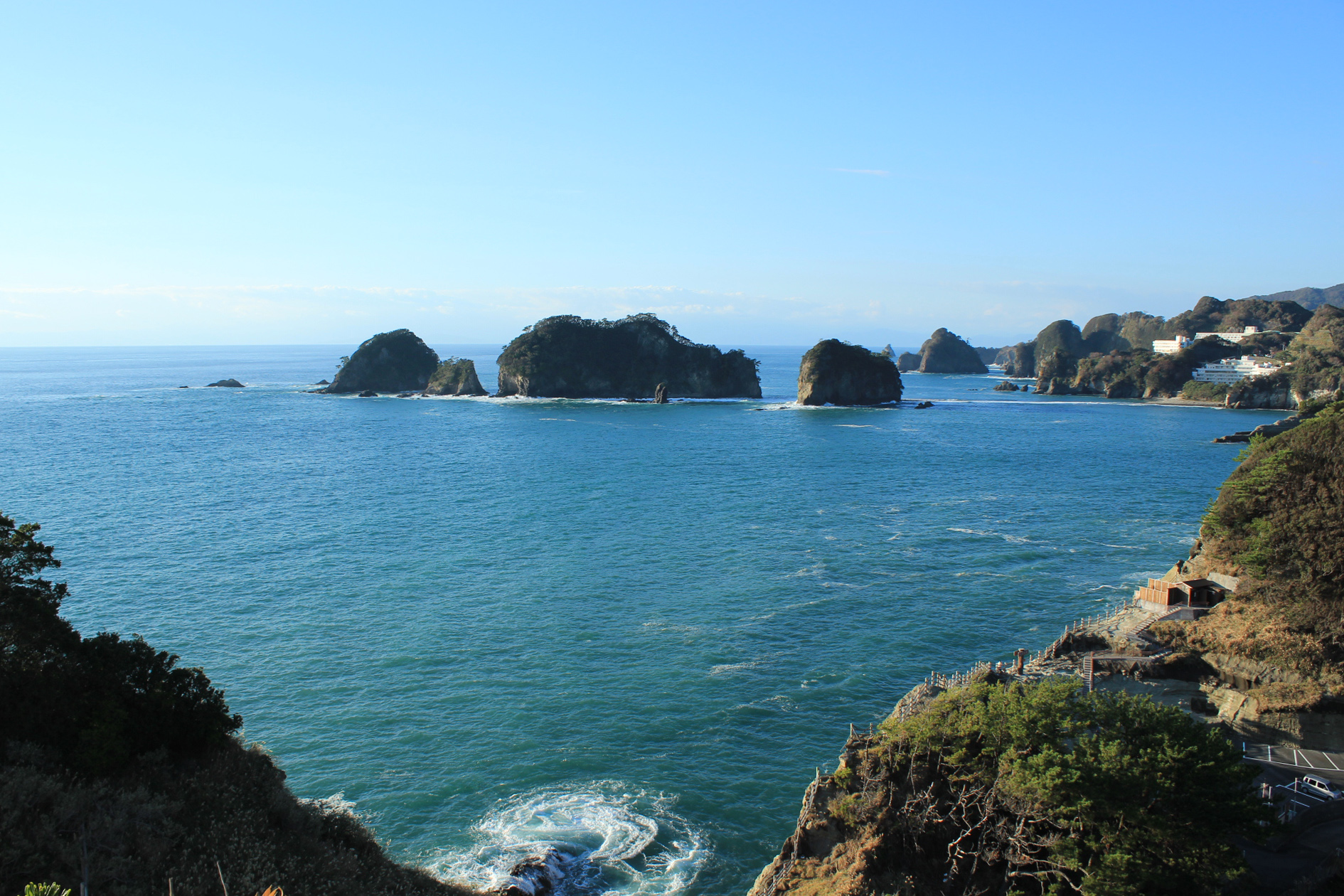
堂ヶ島
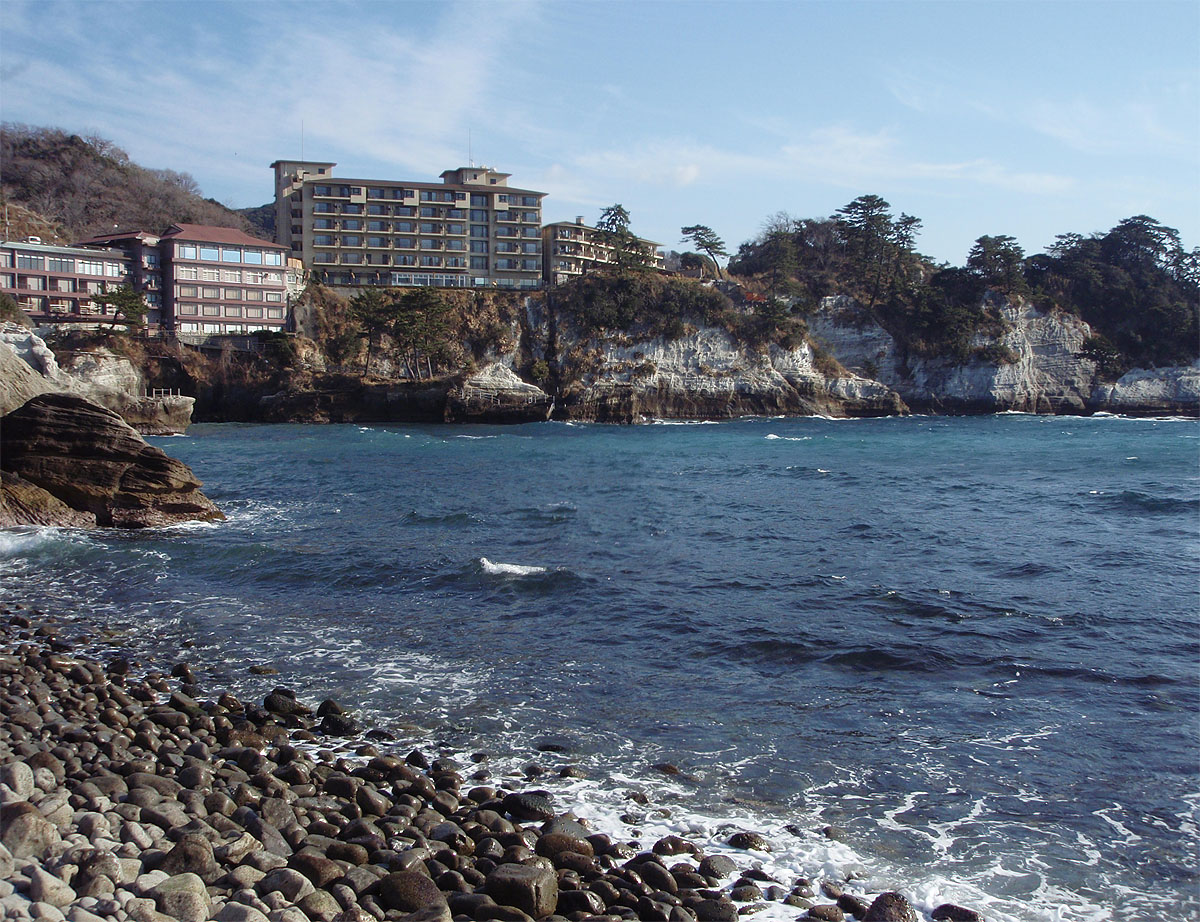
堂ヶ島溫泉

## 外部連結
- 维基共享资源上的相關多媒體資源：西伊豆町
- OpenStreetMap上有關西伊豆町的地理
- Wikitravel上的西伊豆町（页面存档备份，存于） （日語）
- 官方網站（页面存档备份，存于） （日語）